# Thoopterus
Thoopterus (Matschie, 1899) è un genere di pipistrelli della famiglia degli Pteropodidi.

## Etimologia
Il termine Thoopterus deriva dalla combinazione di due parole greche: Θώς, il nome di uno dei cani di Atteone, letteralmente "veloce", e πτερόεις, ovvero "alato".

## Descrizione

### Dimensioni
Al genere Thoopterus appartengono pipistrelli di medie dimensioni, con lunghezza dell'avambraccio tra 78,98 e 109,67 mm e un peso fino a 117 g.

### Caratteristiche craniche e dentarie
Il cranio è privo di fori post-orbitali, mentre le ossa pre-mascellari sono in semplice contatto. La cresta sagittale è ben sviluppata ma bassa. I canini superiori sono attraversati da un solco longitudinale, l'ultimo premolare e il primo molare inferiori sono larghi e squadrati.
Sono caratterizzati dalla seguente formula dentaria:

### Aspetto
La pelliccia è più lunga che in Cynopterus e si estende sulle caviglie fino ai metatarsi. Le parti dorsali variano dal marrone al bruno-grigiastro, mentre quelle ventrali sono generalmente più chiare.  Il muso è relativamente corto, gli occhi sono grandi. Le orecchie sono corte e arrotondate. La coda è rudimentale, poco visibile e si può riconoscere soltanto al tatto, mentre l'uropatagio è ridotto ad una sottile membrana lungo la parte interna degli arti inferiori. Il calcar è di normali dimensioni. Le membrane alari sono attaccate posteriormente alla prima falange dell secondo dito del piede. I maschi sono solitamente più grandi delle femmine.

## Distribuzione
Questo genere è diffuso sull'isola di Sulawesi e su alcune isole vicine.

## Tassonomia
Il genere comprende 2 specie.
- Thoopterus nigrescens
- Thoopterus suhaniahae